# Comuni della Repubblica Ceca (N)
Questa pagina contiene l'elenco dei comuni cechi il cui nome inizia con la lettera N.
Per ciascun comune sono indicati il distretto e la regione d'appartenenza. I comuni che hanno lo status di città (město) sono indicati in grassetto, quelli che hanno lo status di comune mercato (městys) in corsivo.
| Comune                            | Distretto           | Regione             |
| --------------------------------- | ------------------- | ------------------- |
| Nabočany                          | Chrudim             | Pardubice           |
| Načeradec                         | Benešov             | Boemia centrale     |
| Načešice                          | Chrudim             | Pardubice           |
| Nadějkov                          | Tábor               | Boemia meridionale  |
| Nadějov                           | Jihlava             | Vysočina            |
| Nadryby                           | Plzeň-sever         | Plzeň               |
| Nahořany                          | Náchod              | Hradec Králové      |
| Nahošovice                        | Přerov              | Olomouc             |
| Náchod                            | Náchod              | Hradec Králové      |
| Náklo                             | Olomouc             | Olomouc             |
| Nákří                             | České Budějovice    | Boemia meridionale  |
| Naloučany                         | Třebíč              | Vysočina            |
| Nalžovice                         | Příbram             | Boemia centrale     |
| Nalžovské Hory                    | Klatovy             | Plzeň               |
| Náměšť na Hané                    | Olomouc             | Olomouc             |
| Náměšť nad Oslavou                | Třebíč              | Vysočina            |
| Napajedla                         | Zlín                | Zlín                |
| Nárameč                           | Třebíč              | Vysočina            |
| Narysov                           | Příbram             | Boemia centrale     |
| Nasavrky                          | Chrudim             | Pardubice           |
| Nasavrky (Boemia meridionale)     | Tábor               | Boemia meridionale  |
| Nasavrky (Ústí nad Orlicí)        | Ústí nad Orlicí     | Pardubice           |
| Násedlovice                       | Hodonín             | Moravia meridionale |
| Našiměřice                        | Znojmo              | Moravia meridionale |
| Návojná                           | Zlín                | Zlín                |
| Návsí                             | Frýdek-Místek       | Moravia-Slesia      |
| Nebahovy                          | Prachatice          | Boemia meridionale  |
| Nebanice                          | Cheb                | Karlovy Vary        |
| Nebílovy                          | Plzeň-jih           | Plzeň               |
| Nebovidy (Moravia meridionale)    | Brno-venkov         | Moravia meridionale |
| Nebovidy (Boemia centrale)        | Kolín               | Boemia centrale     |
| Nebřehovice                       | Strakonice          | Boemia meridionale  |
| Nebužely                          | Mělník              | Boemia centrale     |
| Nečín                             | Příbram             | Boemia centrale     |
| Nečtiny                           | Plzeň-sever         | Plzeň               |
| Nedabyle                          | České Budějovice    | Boemia meridionale  |
| Nedachlebice                      | Uherské Hradiště    | Zlín                |
| Nedakonice                        | Uherské Hradiště    | Zlín                |
| Nedašov                           | Zlín                | Zlín                |
| Nedašova Lhota                    | Zlín                | Zlín                |
| Neděliště                         | Hradec Králové      | Hradec Králové      |
| Nedomice                          | Mělník              | Boemia centrale     |
| Nedrahovice                       | Příbram             | Boemia centrale     |
| Nedvědice                         | Brno-venkov         | Moravia meridionale |
| Nedvězí                           | Svitavy             | Pardubice           |
| Nehodiv                           | Klatovy             | Plzeň               |
| Nehvizdy                          | Praha-východ        | Boemia centrale     |
| Nechanice                         | Hradec Králové      | Hradec Králové      |
| Nechvalice                        | Příbram             | Boemia centrale     |
| Nechvalín                         | Hodonín             | Moravia meridionale |
| Nejdek                            | Karlovy Vary        | Karlovy Vary        |
| Nejepín                           | Havlíčkův Brod      | Vysočina            |
| Nekmíř                            | Plzeň-sever         | Plzeň               |
| Nekoř                             | Ústí nad Orlicí     | Pardubice           |
| Nekvasovy                         | Plzeň-jih           | Plzeň               |
| Nelahozeves                       | Mělník              | Boemia centrale     |
| Nelepeč-Žernůvka                  | Brno-venkov         | Moravia meridionale |
| Nelešovice                        | Přerov              | Olomouc             |
| Nemanice                          | Domažlice           | Plzeň               |
| Němčany                           | Vyškov              | Moravia meridionale |
| Němčice (Kolín)                   | Kolín               | Boemia centrale     |
| Němčice (Zlín)                    | Kroměříž            | Zlín                |
| Němčice (Mladá Boleslav)          | Mladá Boleslav      | Boemia centrale     |
| Němčice (Pardubice)               | Pardubice           | Pardubice           |
| Němčice (Strakonice)              | Strakonice          | Boemia meridionale  |
| Němčice (Svitavy)                 | Svitavy             | Pardubice           |
| Němčice (Prachatice)              | Prachatice          | Boemia meridionale  |
| Němčice (Moravia meridionale)     | Blansko             | Moravia meridionale |
| Němčice (Plzeň)                   | Domažlice           | Plzeň               |
| Němčice nad Hanou                 | Prostějov           | Olomouc             |
| Němčičky (Brno-venkov)            | Brno-venkov         | Moravia meridionale |
| Němčičky (Břeclav)                | Břeclav             | Moravia meridionale |
| Němčičky (Znojmo)                 | Znojmo              | Moravia meridionale |
| Němčovice                         | Rokycany            | Plzeň               |
| Němětice                          | Strakonice          | Boemia meridionale  |
| Nemile                            | Šumperk             | Olomouc             |
| Nemochovice                       | Vyškov              | Moravia meridionale |
| Nemojany                          | Vyškov              | Moravia meridionale |
| Nemojov                           | Trutnov             | Hradec Králové      |
| Nemotice                          | Vyškov              | Moravia meridionale |
| Nemyčeves                         | Jičín               | Hradec Králové      |
| Nemyslovice                       | Mladá Boleslav      | Boemia centrale     |
| Nemyšl                            | Tábor               | Boemia meridionale  |
| Nenačovice                        | Beroun              | Boemia centrale     |
| Nenkovice                         | Hodonín             | Moravia meridionale |
| Neplachov                         | České Budějovice    | Boemia meridionale  |
| Neplachovice                      | Opava               | Moravia-Slesia      |
| Nepolisy                          | Hradec Králové      | Hradec Králové      |
| Nepoměřice                        | Kutná Hora          | Boemia centrale     |
| Nepomuk (Plzeň)                   | Plzeň-jih           | Plzeň               |
| Nepomuk (Boemia centrale)         | Příbram             | Boemia centrale     |
| Nepomyšl                          | Louny               | Ústí nad Labem      |
| Neprobylice                       | Kladno              | Boemia centrale     |
| Nepřevázka                        | Mladá Boleslav      | Boemia centrale     |
| Neratov                           | Pardubice           | Pardubice           |
| Neratovice                        | Mělník              | Boemia centrale     |
| Nerestce                          | Písek               | Boemia meridionale  |
| Neslovice                         | Brno-venkov         | Moravia meridionale |
| Nesovice                          | Vyškov              | Moravia meridionale |
| Nespeky                           | Benešov             | Boemia centrale     |
| Nestrašovice                      | Příbram             | Boemia centrale     |
| Nesuchyně                         | Rakovník            | Boemia centrale     |
| Nesvačilka                        | Brno-venkov         | Moravia meridionale |
| Nesvačily                         | Beroun              | Boemia centrale     |
| Netín                             | Žďár nad Sázavou    | Vysočina            |
| Netolice                          | Prachatice          | Boemia meridionale  |
| Netřebice (Boemia meridionale)    | Český Krumlov       | Boemia meridionale  |
| Netřebice (Boemia centrale)       | Nymburk             | Boemia centrale     |
| Netunice                          | Plzeň-jih           | Plzeň               |
| Netvořice                         | Benešov             | Boemia centrale     |
| Neubuz                            | Zlín                | Zlín                |
| Neuměř                            | Domažlice           | Plzeň               |
| Neuměřice                         | Kladno              | Boemia centrale     |
| Neumětely                         | Beroun              | Boemia centrale     |
| Neurazy                           | Plzeň-jih           | Plzeň               |
| Neustupov                         | Benešov             | Boemia centrale     |
| Nevcehle                          | Jihlava             | Vysočina            |
| Neveklov                          | Benešov             | Boemia centrale     |
| Neveklovice                       | Mladá Boleslav      | Boemia centrale     |
| Nevězice                          | Písek               | Boemia meridionale  |
| Nevid                             | Rokycany            | Plzeň               |
| Nevojice                          | Vyškov              | Moravia meridionale |
| Nevolice                          | Domažlice           | Plzeň               |
| Nevratice                         | Jičín               | Hradec Králové      |
| Nevřeň                            | Plzeň-sever         | Plzeň               |
| Nezabudice                        | Rakovník            | Boemia centrale     |
| Nezabylice                        | Chomutov            | Ústí nad Labem      |
| Nezamyslice (Plzeň)               | Klatovy             | Plzeň               |
| Nezamyslice (Olomouc)             | Prostějov           | Olomouc             |
| Nezbavětice                       | Plzeň-město         | Plzeň               |
| Nezdenice                         | Uherské Hradiště    | Zlín                |
| Nezdice                           | Plzeň-jih           | Plzeň               |
| Nezdice na Šumavě                 | Klatovy             | Plzeň               |
| Nezdřev                           | Plzeň-jih           | Plzeň               |
| Nezvěstice                        | Plzeň-město         | Plzeň               |
| Nicov                             | Prachatice          | Boemia meridionale  |
| Nihošovice                        | Strakonice          | Boemia meridionale  |
| Níhov                             | Brno-venkov         | Moravia meridionale |
| Nikolčice                         | Břeclav             | Moravia meridionale |
| Niměřice                          | Mladá Boleslav      | Boemia centrale     |
| Nimpšov                           | Třebíč              | Vysočina            |
| Nišovice                          | Strakonice          | Boemia meridionale  |
| Nítkovice                         | Kroměříž            | Zlín                |
| Niva                              | Prostějov           | Olomouc             |
| Nivnice                           | Uherské Hradiště    | Zlín                |
| Nižbor                            | Beroun              | Boemia centrale     |
| Nížkov                            | Žďár nad Sázavou    | Vysočina            |
| Nížkovice                         | Vyškov              | Moravia meridionale |
| Nižní Lhoty                       | Frýdek-Místek       | Moravia-Slesia      |
| Norberčany                        | Olomouc             | Olomouc             |
| Nosálov                           | Mělník              | Boemia centrale     |
| Nosislav                          | Brno-venkov         | Moravia meridionale |
| Nošovice                          | Frýdek-Místek       | Moravia-Slesia      |
| Nová Buková                       | Pelhřimov           | Vysočina            |
| Nová Bystřice                     | Jindřichův Hradec   | Boemia meridionale  |
| Nová Cerekev                      | Pelhřimov           | Vysočina            |
| Nová Dědina                       | Kroměříž            | Zlín                |
| Nová Hradečná                     | Olomouc             | Olomouc             |
| Nová Lhota                        | Hodonín             | Moravia meridionale |
| Nová Olešná                       | Jindřichův Hradec   | Boemia meridionale  |
| Nová Paka                         | Jičín               | Hradec Králové      |
| Nová Pec                          | Prachatice          | Boemia meridionale  |
| Nová Pláň                         | Bruntál             | Moravia-Slesia      |
| Nová Role                         | Karlovy Vary        | Karlovy Vary        |
| Nová Říše                         | Jihlava             | Vysočina            |
| Nová Včelnice                     | Jindřichův Hradec   | Boemia meridionale  |
| Nová Sídla                        | Svitavy             | Pardubice           |
| Nová Telib                        | Mladá Boleslav      | Boemia centrale     |
| Nová Ves (Moravia meridionale)    | Brno-venkov         | Moravia meridionale |
| Nová Ves (Domažlice)              | Domažlice           | Plzeň               |
| Nová Ves (Liberec)                | Liberec             | Liberec             |
| Nová Ves (Ústí nad Labem)         | Louny               | Ústí nad Labem      |
| Nová Ves (Mělník)                 | Mělník              | Boemia centrale     |
| Nová Ves (Plzeň-jih)              | Plzeň-jih           | Plzeň               |
| Nová Ves (Praha-východ)           | Praha-východ        | Boemia centrale     |
| Nová Ves (Hradec Králové)         | Rychnov nad Kněžnou | Hradec Králové      |
| Nová Ves (Karlovy Vary)           | Sokolov             | Karlovy Vary        |
| Nová Ves (Strakonice)             | Strakonice          | Boemia meridionale  |
| Nová Ves (Třebíč)                 | Třebíč              | Vysočina            |
| Nová Ves (České Budějovice)       | České Budějovice    | Boemia meridionale  |
| Nová Ves (Český Krumlov)          | Český Krumlov       | Boemia meridionale  |
| Nová Ves (Žďár nad Sázavou)       | Žďár nad Sázavou    | Vysočina            |
| Nová Ves I                        | Kolín               | Boemia centrale     |
| Nová Ves nad Lužnicí              | Jindřichův Hradec   | Boemia meridionale  |
| Nová Ves nad Nisou                | Jablonec nad Nisou  | Liberec             |
| Nová Ves nad Popelkou             | Semily              | Liberec             |
| Nová Ves pod Pleší                | Příbram             | Boemia centrale     |
| Nová Ves u Bakova                 | Mladá Boleslav      | Boemia centrale     |
| Nová Ves u Chotěboře              | Havlíčkův Brod      | Vysočina            |
| Nová Ves u Chýnova                | Tábor               | Boemia meridionale  |
| Nová Ves u Jarošova               | Svitavy             | Pardubice           |
| Nová Ves u Leštiny                | Havlíčkův Brod      | Vysočina            |
| Nová Ves u Mladé Vožice           | Tábor               | Boemia meridionale  |
| Nová Ves u Nového Města na Moravě | Žďár nad Sázavou    | Vysočina            |
| Nová Ves u Světlé                 | Havlíčkův Brod      | Vysočina            |
| Nová Ves v Horách                 | Most                | Ústí nad Labem      |
| Nové Bránice                      | Brno-venkov         | Moravia meridionale |
| Nové Dvory (Kutná Hora)           | Kutná Hora          | Boemia centrale     |
| Nové Dvory (Příbram)              | Příbram             | Boemia centrale     |
| Nové Dvory (Vysočina)             | Žďár nad Sázavou    | Vysočina            |
| Nové Dvory (Ústí nad Labem)       | Litoměřice          | Ústí nad Labem      |
| Nové Hamry                        | Karlovy Vary        | Karlovy Vary        |
| Nové Heřminovy                    | Bruntál             | Moravia-Slesia      |
| Nové Hrady (Boemia meridionale)   | České Budějovice    | Boemia meridionale  |
| Nové Hrady (Pardubice)            | Ústí nad Orlicí     | Pardubice           |
| Nové Hutě                         | Prachatice          | Boemia meridionale  |
| Nové Lublice                      | Opava               | Moravia-Slesia      |
| Nové Město                        | Hradec Králové      | Hradec Králové      |
| Nové Město na Moravě              | Žďár nad Sázavou    | Vysočina            |
| Nové Město nad Metují             | Náchod              | Hradec Králové      |
| Nové Město pod Smrkem             | Liberec             | Liberec             |
| Nové Mitrovice                    | Plzeň-jih           | Plzeň               |
| Nové Sady (Moravia meridionale)   | Vyškov              | Moravia meridionale |
| Nové Sady (Vysočina)              | Žďár nad Sázavou    | Vysočina            |
| Nové Sedlice                      | Opava               | Moravia-Slesia      |
| Nové Sedlo (Ústí nad Labem)       | Louny               | Ústí nad Labem      |
| Nové Sedlo (Karlovy Vary)         | Sokolov             | Karlovy Vary        |
| Nové Strašecí                     | Rakovník            | Boemia centrale     |
| Nové Syrovice                     | Třebíč              | Vysočina            |
| Nové Veselí                       | Žďár nad Sázavou    | Vysočina            |
| Noviny pod Ralskem                | Česká Lípa          | Liberec             |
| Novosedlice                       | Teplice             | Ústí nad Labem      |
| Novosedly (Moravia meridionale)   | Břeclav             | Moravia meridionale |
| Novosedly (Boemia meridionale)    | Strakonice          | Boemia meridionale  |
| Novosedly nad Nežárkou            | Jindřichův Hradec   | Boemia meridionale  |
| Nový Bor                          | Česká Lípa          | Liberec             |
| Nový Bydžov                       | Hradec Králové      | Hradec Králové      |
| Nový Dům                          | Rakovník            | Boemia centrale     |
| Nový Dvůr                         | Nymburk             | Boemia centrale     |
| Nový Hrádek                       | Náchod              | Hradec Králové      |
| Nový Hrozenkov                    | Vsetín              | Zlín                |
| Nový Jimramov                     | Žďár nad Sázavou    | Vysočina            |
| Nový Jičín                        | Nový Jičín          | Moravia-Slesia      |
| Nový Jáchymov                     | Beroun              | Boemia centrale     |
| Nový Knín                         | Příbram             | Boemia centrale     |
| Nový Kostel                       | Cheb                | Karlovy Vary        |
| Nový Kramolín                     | Domažlice           | Plzeň               |
| Nový Malín                        | Šumperk             | Olomouc             |
| Nový Oldřichov                    | Česká Lípa          | Liberec             |
| Nový Ples                         | Náchod              | Hradec Králové      |
| Nový Poddvorov                    | Hodonín             | Moravia meridionale |
| Nový Přerov                       | Břeclav             | Moravia meridionale |
| Nový Rychnov                      | Pelhřimov           | Vysočina            |
| Nový Šaldorf-Sedlešovice          | Znojmo              | Moravia meridionale |
| Nový Telečkov                     | Třebíč              | Vysočina            |
| Nový Vestec                       | Praha-východ        | Boemia centrale     |
| Nučice (Praha-východ)             | Praha-východ        | Boemia centrale     |
| Nučice (Praha-západ)              | Praha-západ         | Boemia centrale     |
| Nupaky                            | Praha-východ        | Boemia centrale     |
| Nýdek                             | Frýdek-Místek       | Moravia-Slesia      |
| Nyklovice                         | Žďár nad Sázavou    | Vysočina            |
| Nymburk                           | Nymburk             | Boemia centrale     |
| Nýrov                             | Blansko             | Moravia meridionale |
| Nýrsko                            | Klatovy             | Plzeň               |
| Nýřany                            | Plzeň-sever         | Plzeň               |